# ريان جيبونز
ريان جيبونز (بالإنجليزية: Ryan Gibbons) (و. 1994  م) هو راكب دراجة هوائية جنوب أفريقي، ولد في جوهانسبرغ.

## سباقات أو مراحل فاز بها
| التاريخ        | السباق                                                             | المركز                                           |
| -------------- | ------------------------------------------------------------------ | ------------------------------------------------ |
| 01 يناير 2014  | Amashova Durban Classic 2014                                       |                                                  |
| 11 فبراير 2016 | سباق الطريق ضد الساعة للرجال تحت 23 سنة في بطولة جنوب أفريقيا 2016 |                                                  |
| 14 فبراير 2016 | سباق الطريق للرجال تحت 23 سنة في بطولة جنوب أفريقيا 2016           |                                                  |
| 14 سبتمبر 2016 | كوبا بيرنوشي 2016                                                  | السابع في التصنيف العام                          |
| 01 مارس 2017   | طواف لانكاوي 2017                                                  | الفائز في التصنيف العام                          |
| 08 يوليو 2017  | طواف النمسا 2017                                                   | السادس في تصنيف النقاط                           |
| 11 مارس 2018   | باريس-نيس 2018                                                     | التاسع في تصنيف أفضل شاب                         |
| 01 يناير 2019  | طواف إفريقيا للدراجات 2019                                         |                                                  |
| 20 يناير 2019  | داون أندر 2019                                                     | الثالث في تصنيف أفضل شاب                         |
| 27 يناير 2019  | سباق كاديل ايفانز 2019                                             | الرابع في التصنيف العام                          |
| 21 فبراير 2019 | طواف عمان 2019                                                     | الثالث في تصنيف النقاط، الخامس في تصنيف أفضل شاب |
| 16 مارس 2019   | 2019 African Road Cycling Championships Men ITT                    |                                                  |
| 01 يناير 2021  | طواف إفريقيا للدراجات 2021                                         |                                                  |
| 03 مارس 2021   | 2021 African Road Cycling Championships Men ITT                    | الفائز في التصنيف العام                          |
| 06 مارس 2021   | 2021 African Road Cycling Championships Men RR                     | الفائز في التصنيف العام                          |
| 19 مارس 2021   | سباق الطريق ضد الساعة للرجال في بطولة جنوب أفريقيا 2021            | الفائز في التصنيف العام                          |
| 13 مايو 2021   | تروفيو كالفيا 2021                                                 | الفائز في التصنيف العام                          |
| 02 فبراير 2024 | 2024 South Africa National Road Cycling Championships - Men ITT    | الفائز في التصنيف العام                          |
| 04 فبراير 2024 | 2024 South Africa National Road Cycling Championships - Men RR     | الفائز في التصنيف العام                          |

## روابط خارجية
- ريان جيبونز على موقع الاتحاد الدولي للدراجات (الإنجليزية)
- ريان جيبونز على موقع أرشيف الدراجات (الإنجليزية)
- ريان جيبونز على موقع إحصائيات الدراجات الإحترافية (الإنجليزية)
- ريان جيبونز على موقع CycleBase (الإنجليزية)
- ريان جيبونز على موقع أوليمبيديا (الإنجليزية)